# Herb gminy Łukowica
Herb gminy Łukowica – symbol gminy Łukowica.

## Wygląd i symbolika
Herb przedstawia na tarczy w polu zielonym otoczonej złotym otokiem i zwieńczonej czarnym napisem „ŁUKOWICA” na białym łuku z czerwonymi brzegami elementy dawnej zabudowy wsi Łukowica: błękitną rzekę, a po jej obu stronach czarny dwór, kościół, chaty i symbol śliw.